# 哈丁縣 (田納西州)
哈丁縣（英語：Hardin County）是位於美国田纳西州南部的一個縣，南鄰亚拉巴马州及密西西比州，面積1,554平方公里。根據2020年美國人口普查，共有人口26,831人。縣治沙瓦納。該縣成立於1819年11月13日，縣名紀念田納西州議員約瑟夫·哈丁上校。